# Дон Мурако
Дон Мурако (народився 10 вересня 1949 року) — американський професійний реслер на пенсії. Він найбільш відомий своїми виступами у Світовій Федерації Реслінгу з 1981 по 1988 рік, де він двічі ставав Інтерконтинентальним чемпіоном WWF у важкій вазі і був коронований першим переможцем турніру «Король Рингу» у 1985 році. У 2004 році він був включений до Зали Слави WWE, а в 2014 році — до Зали Слави професійного реслінгу.

## Інтернет-ресурси
- WWE Hall of Fame-Profil von Don Muraco
- Sein Profil auf Genickbruch.com